# 藤子不二雄物語 ハムサラダくん
『藤子不二雄物語 ハムサラダくん』（ふじこふじおものがたり ハムサラダくん）は、吉田忠による日本の漫画作品。

## 概要
『月刊コロコロコミック』（小学館）にて1977年5月15日号（創刊号）より3年間連載された作品。藤子不二雄のアシスタントだった吉田忠が、藤子不二雄2人のまんが道を描いた作品である。藤子不二雄の自伝的作品である「まんが道（あすなろ編）」を子供向けにしたものを、という編集部からの要望で連載がスタートした。第1部はノンフィクションものの傾向が強かったが、次第にフィクション要素が入り込み、第2部からはまったくのオリジナルとなった。登場する人物も一部はモデルとなった人物が存在するものの、ほとんどが架空の人物である。
単行本はてんとう虫コミックス全2巻が発行（現在絶版）。2007年に、完全版（上下巻）がマガジン・ファイブより発行。2010年3月に、松文館より全1巻が発行された。松文館版当時刊行中だった藤子・F・不二雄大全集と似た装丁で、判型も同じである。マガジン・ファイブ版は収録作の一つである特別編が原稿紛失のため雑誌からの複写だったが、その後原稿が発見され、松文館版では、原稿からの印刷になっている。

## キャラクター
ハム（藤本弘）
主人公の一人。本名は藤本弘。肉やハムが好きということから、「ハム」というあだ名になった:327。
サラダ（安孫子素雄）
主人公の一人。本名は安孫子素雄。肉が嫌いで、野菜料理ばかり食べるため、「サラダ」というあだ名になった:327。
手塚治虫
実在の人物。ハムサラダのあこがれの漫画家でもある:325。
編集長
名前は不明。ハムサラダが最初に訪れた出版社の編集長。漫画作りには厳しい。
ジャンボ漫作
ハムサラダの先輩漫画家。本名は細井万作。石ノ森章太郎がモデルと言われている:335。
美しい姉・細井幸香がいて、ハムサラダのあこがれの女性でもあったが、作中で病死する。
風車かん平
赤塚不二夫がモデルと言われている:338。ギャグのセンスが飛びぬけている。
ミスター竜
本名は福富竜太郎。アメリカ帰りで、アメコミ調の画風の漫画家。モデルは不明:338。
畑大輔
大根を手に田舎から上京してきた新人漫画家。ギャグ、SF、少女漫画と幅広い才能の持ち主であり、編集長の期待も大きい。
細井みち雄
漫画家志望で上京してきて、ハムサラダの部屋に居候し、新聞屋のアルバイトをしながら持ち込み用に漫画を描いている。
春丘ゆり
女性漫画家。結婚して夫婦で一緒に漫画を描くことを夢見ている。サラダが一目惚れするも、のちにジャンボ漫作と結婚。夫婦合作の大作ジュンというペンネームで少女漫画を描く。
ミッキー江川
人気漫画家。ハムサラダが臨時アシスタントをする。本人はお調子者。